# (467243) 2016 EQ170
(467243) 2016 EQ170 es un asteroide perteneciente al cinturón de asteroides, descubierto el 29 de octubre de 1994 por el equipo Spacewatch desde el Observatorio Nacional de Kitt Peak (Arizona, Estados Unidos).